# This Is the New Shit
This is the New Shit är en låt och singel skriven av Marilyn Manson och Tim Sköld. Låten finns på skivan The Golden Age of Grotesque, och släpptes som singel den 1 september 2003.